# Yu-Gi-Oh! El lado oscuro de las dimensiones
Yu-Gi-Oh! El lado oscuro de las dimensiones (遊☆戯☆王 THE DARK SIDE OF DIMENSIONS Yū☆Gi☆Ō Za Dākusaido Obu Dimenshonzu?) es una película de la franquicia Yu-Gi-Oh!. La película tiene una historia nueva original y cuenta con Yūgi Mutō y Seto Kaiba como sus personajes principales. La historia de la película se desarrolla después de los acontecimientos de la serie manga Yu-Gi-Oh! original. En celebración de la película y los veinte años de la franquicia en general, TV Tokyo comenzó a transmitir una edición digital remasterizada de la serie anime Yu-Gi-Oh! Duel Monsters del 2000-2004 en la región de Japón. La película se estrenó en Japón el 23 de abril de 2016 y en fechas posteriores de ese mismo año a nivel internacional. Esta fue la cuarta entrega cinematográfica de la franquicia después de Yu-Gi-Oh! (1999), Yu-Gi-Oh! La película: Pirámide de la luz y Yu-Gi-Oh! 3D: Lazos a través del Tiempo.

## Argumento
Yugi Muto y sus amigos están en su último año de escuela secundaria y están hablando de lo que van a hacer en el futuro. Mientras tanto, Seto Kaiba ha encargado una excavación para recuperar el Rompecabezas del Milenio desensamblado de las ruinas de la cámara del Milenio. El Rompecabezas había albergado el alma de su rival, Atem, a quien Seto espera revivir con el fin de retarlo a un duelo. La excavación se ve interrumpida por Diva, quien se enfrenta a Kaiba en un juego de los monstruos del duelo y roba dos piezas del rompecabezas. Se mantiene una sola pieza para sí mismo y le da la otra a su hermana, Sera, quien se la entrega a Yugi Muto.
Diva, bajo el alias de "Aigami" forja una amistad con Yugi. Toma interés en el amigo de Yugi, Ryo Bakura, quien cree que es responsable de la muerte de su mentor, Shadi. Usando su Quantum Cube, transporta a otra dimensión a Bakura. Bakura se disculpa y explica que Yami Bakura había sido responsable de la muerte de Shadi. Los dos son interrumpidos por Manny, quien se ha deformado por el mal del Anillo del Milenio.
Seto secuestra a Aigami y desafía a Yugi para poder obtener los dos piezas faltantes del Rompecabezas. Participan en la exhibición de su actualizada tecnología de realidad virtual para el disco de duelo. Tiene la intención de desafiar a un duelo primero a Aigami y luego a Yugi. Sin embargo, Yugi está furioso con Aigami por lo que le hizo a Bakura e insiste en que le permita un Duelo contra Aigami en su lugar.
Yugi derrota a Aigami, dando como resultado el regreso de Bakura. Después Seto reta a Yugi a un duelo y justo antes de finalizarlo, Yugi re-completa el Rompecabezas del Milenio para demostrar que Atem ya no está dentro de él. Mientras tanto, Aigami es poseído por el Anillo del Milenio y libra un duelo con Yugi y Kaiba. Kaiba se sacrifica durante el duelo y le pide a Yugi que invoque a Atem. Yugi logra hacerlo y él y Atem derrotan Aigami. Posteriormente, Atem y el Rompecabezas del Milenio desaparecen y con él regresan Kaiba y el resto de los habitantes de Domino.
La película concluye con Yugi y sus amigos viendo a Tea en el aeropuerto mientras ella se va a perseguir su sueño de convertirse en una bailarina en Nueva York, mientras que Kaiba utiliza su tecnología con el cubo de Quantum para transportarse al Antiguo Egipto, donde se acerca a Atem, sentado en su trono, quien responde con una sonrisa de confianza.

## Reparto
| Personaje                     | Actor de voz Japonés            | Actor de voz Norteamérica                 |
| ----------------------------- | ------------------------------- | ----------------------------------------- |
| Yugi Mutō/Yami Yugi/Atem      | Shunsuke Kazama                 | Dan Green                                 |
| Seto Kaiba                    | Kenjiro Tsuda                   | Eric Stuart                               |
| Katsuya Jōnouchi/Joey Wheeler | Hiroki Takahashi                | Wayne Grayson                             |
| Anzu Mazaki/Téa Gardner       | Maki Saitō                      | Amy Birnbaum                              |
| Hiroto Honda/Tristan Taylor   | Takayuki Kondo                  | Greg Abbey                                |
| Ryo Bakura/Yami Bakura        | Rica Matsumoto                  | Ted Lewis/Michael Lockwood Crouch (young) |
| Mokuba Kaiba                  | Junko Takeuchi                  | Tara Sands                                |
| Ryuji Otogi/Duke Devlin       | Ryō Naitō                       | Marc Thompson                             |
| Aigami (Diva)                 | Kento Hayashi                   | Daniel J. Edwards                         |
| Sugoroku Mutō/Solomon Muto    | Tadashi Miyazawa                | Wayne Grayson                             |
| Ryō Bakura's Father           | Kazuhiro Yamaji[cita requerida] | Marc Thompson[cita requerida]             |
| Sera                          | Kana Hanazawa                   | Laurie Hymes                              |
| Mani                          | Satoshi Hino                    | Tamir Cousins                             |
| Scud/Kudaragi                 | Kendo Kobayashi                 | Billy Bob Thompson                        |
| Shadi Shin                    | Nozomu Sasaki                   | Wayne Grayson                             |

## Producción
La película fue anunciada en Occidente antes que en Japón. 4K Media Inc. reveló la existencia de la película en el sitio web oficial de Yu-Gi-Oh!. Ellos adelantaban que la película ya estaba en desarrollo en Japón y que estaban en busca de negociar con algún distribuidor para todos los otros territorios no asiáticos.
En Japón, MAiDiGiTV  del periódico Mainichi Shimbun transmitió un vídeo preview de la película, junto con un resumen de la historia de los casi 20 años de la franquicia. Aquí, se reveló que la película contaría con Yūgi Mutō y Seto Kaiba como protagonistas principales.
Shūkan Shōnen Jump de Shūeisha también dio a conocer una sinopsis de la película: "¡¡En el pasado, Yami Yūgi y Kaiba se han enfrentado muchas veces!! Yami Yūgi, que reside en el cuerpo de Yūgi Mutō, y Kaiba tendrán un duelo que apuesta sus orgullos y acepta la experiencia mutua de cada uno".
Los seiyūs para Seto Kaiba y Yūgi Mutō regresarán a sus roles originales en la película - Shunsuke Kazama interpretando a Yugi, y Kenjiro Tsuda a Kaiba. Ambos personajes también recibieron re-diseños ligeros en su apariencia, junto con sus cartas insignia, "Mago Oscuro" y "Dragón Blanco de Ojos Azules", respectivamente.
La edición para septiembre de 2015 de la revista V Jump reveló que Katsuya Jōnouchi (Joey Wheeler), Hiroto Honda (Tristan Taylor), Anzu Masaki (Téa Gardner) y Ryo Bakura aparecerían en la película, pero entonces siendo ya un poco mayores.
El vídeo preview de la película fue mostrado por primera vez en un panel presentando a Kazuki Takahashi en San Diego Comic-Con 2015. Más tarde también sería subido al canal de YouTube oficial yugioh.com.

## Lanzamiento
La película se estrenó en los cines de Japón el 23 de abril de 2016, recibiendo posteriormente proyecciones 4DX y MX4D el 24 de septiembre de 2016. Antes del estreno en 2017, para promocionar la próxima película, el parque temático Six Flags comenzó a promocionar una campaña para la película desde el 19 de noviembre de 2016 hasta el 1 de enero de 2017, como 4K Media confirmó para promover para la nueva promoción de vacaciones en asociación con Six Flags Entertainment Corporation. La película recibió proyecciones limitadas en Norteamérica del 27 de enero de 2017 al 9 de febrero de 2017, ofreciendo tarjetas de juego de cartas coleccionables de edición limitada trading cards para los asistentes, mientras que Manga Entertainment proyectó la película durante un tiempo limitado en el Reino Unido en febrero de 2017. Eleven Arts listó posteriormente las proyecciones de la versión subtitulada en inglés en Estados Unidos.

### Transcend Game
El creador de Yu-Gi-Oh!, Kazuki Takahashi, creó un nuevo manga llamado TRANSCEND GAME. El prólogo, que consta de dos partes, se sitúa entre el final del manga Yu-Gi-Oh! y el comienzo de El lado oscuro de las dimensiones. En Japón, la parte 1 se publicó en el número 19 de Weekly Shōnen Jump, el 11 de abril de 2016, y la parte 2 se publicó en el número 20, el 18 de abril de 2016.
En Estados Unidos, la primera parte se publicó en el número del 19 de diciembre de 2016 de la revista digital Weekly Shōnen Jump de VIZ Media. La segunda parte se publicó en el número del 2 de enero de 2017.

## Recepción

### Taquilla
El lado oscuro de las dimensiones se estrenó en 137 cines y debutó en el número 6 de la taquilla japonesa, recaudando 133.010.600 yenes (alrededor de 1.200.000 dólares) en su primer fin de semana. La película ganó más de 800.000.000 millones de yenes (unos 7.500.000 dólares) tras finalizar sus proyecciones. Durante sus proyecciones en 4DX y MX4D, la película ha ganado 1.000.000.000 millones de yenes (unos 9.000.000 de dólares). En el Reino Unido la película recaudó un total de 141.065 dólares y en Australia 157.175 dólares. En Nueva Zelanda, la película obtuvo 16.680 dólares en su fin de semana de estreno. En Estados Unidos, la película recaudó un total de 1.015.339 dólares.

## Medios domésticos
En su primera semana de lanzamiento en Japón, el Blu-ray de la película vendió 17.720 unidades, y el DVD vendió 4.208 unidades para un total de 21.728 unidades. En su última semana en la lista (2ª semana), el Blu-ray vendió 980 unidades más para un total de 18.500 unidades. En su última semana en la lista (5ª semana), el DVD vendió 205 unidades para un total de 6.093 unidades. En el Reino Unido, fue la séptima película en lengua extranjera más vendida de 2017 en vídeo doméstico, y la tercera película japonesa más vendida del año (por detrás de las películas de anime Your Name y Mi vecino Totoro). 
La película fue lanzada en DVD y Blu-ray el 8 de marzo de 2017, en Japón. El manga Yu-Gi-Oh! Transcend Game se incluyó con el lanzamiento. Manga Entertainment lanzó la película en Blu-ray Disc y DVD el 29 de mayo de 2017, en el Reino Unido. Lionsgate puso a la venta la película en Blu-ray Disc, DVD y Digital HD el 27 de junio de 2017, en Estados Unidos y Canadá. Anchor Bay Entertainment también lanzó la película el 13 de junio de 2017.

### Respuesta crítica
El lado oscuro de las dimensiones tuvo una acogida desigual por parte de la crítica. En Rotten Tomatoes, la película tiene un índice de aprobación del 40%, con una calificación media de 5,1/10 de cinco reseñas de críticos. Richard Eisenbeis de Kotaku hizo una crítica favorable de la película, alabando el conflicto de personajes y la narrativa. Sin embargo, S. Jhoanna Robledo de Common Sense Media señala que el complicado argumento lo aprecian mejor los fans de la serie.